# Tập đoàn quân thiết giáp Châu Phi
Khi số lượng quân Đức tham gia Mặt trận Bắc Phi trong Thế chiến thứ hai tăng lên so với cam kết ban đầu ở quy cấp quân đoàn, bộ chỉ huy tối cao của Đức Quốc Xã đã phát triển một cơ cấu chỉ huy mở rộng và phức tạp hơn và đặt Afrika Korps, cùng với các đơn vị Ý phối hợp dưới quyền chỉ huy mới này của Đức để quản lý các lực lượng của phe Trục ở Châu Phi:
- Cụm thiết giáp Châu Phi (Panzergruppe Afrika, Gruppo Corazzato Africa) tháng 8 năm 1941 - tháng 1 năm 1942
- Tập đoàn quân thiết giáp Châu Phi (Panzerarmee Afrika, Armata Corazzata Africa) tháng 1 - tháng 10 năm 1942
- Tập đoàn quân quân thiết giáp Đức-Ý (Deutsch-Italienische Panzerarmee, Armata Corazzata Italo-Tedesca) tháng 10 năm 1942 - tháng 2 năm 1943
- Cụm tập đoàn quân Châu Phi (Heeresgruppe Afrika, Gruppo d'Armate Africa) tháng 2 - tháng 5 năm 1943

## Lược sử

### Cụm thiết giáp Châu Phi
Khi Afrika Korps được thành lập vào ngày 11 tháng 1 năm 1941, nó được đặt trực thuộc bộ chỉ huy quân Ý ở châu Phi. Vào giữa năm 1941, Bộ Chỉ huy Tối cao Quân lực Đức (Oberkommando der Wehrmacht, OKW) đã tạo ra một cơ cấu chỉ huy lớn hơn ở châu Phi, hình thành một biên chế tác chiến mới, với tên gọi là Cụm thiết giáp Châu Phi (Panzergruppe Afrika, Gruppo Corazzato Africa). Ngày 15 tháng 8 năm 1941, Cụm thiết giáp Châu Phi có vị chỉ huy mới vửa được thăng cấp, Thượng tướng Thiết giáp (General der Panzertruppe) Erwin Rommel. Từ đó, Cụm thiết giáp Châu Phi nắm quyền chỉ huy Afrika Korps và các đơn vị phe Trục khác được gửi đến châu Phi (đặc biệt là Sư đoàn khinh binh 90), các Quân đoàn X và Quân đoàn XX của Ý.

### Tập đoàn quân thiết giáp Châu Phi
Cụm thiết giáp Châu Phi được đổi tên thành Tập đoàn quân thiết giáp Châu Phi (Panzerarmee Afrika, Armata Corazzata Africa) vào ngày 30 tháng 1 năm 1942. Việc đổi tên này chỉ nhằm chống nhất phiên hiệu các đơn vị thiết giáp cấp tập đoàn quân của Đức.

### Tập đoàn quân thiết giáp Đức-Ý
Tập đoàn quân thiết giáp Châu Phi được đổi tên thành Tập đoàn quân thiết giáp Đức-Ý (Deutsch-Italienische Panzerarmee, Armata Corazzata Italo-Tedesca) vào tháng 10 năm 1942 trong cuộc rút lui dài ngày sau thất bại trong Trận El Alamein thứ hai trong Chiến dịch Sa mạc Tây.

### Cụm tập đoàn quân Châu Phi
Tháng 2 năm 1943, sở chỉ huy của Tập đoàn quân thiết giáp Đức-Ý được mở rộng và được gọi là Cụm tập đoàn quân Châu Phi (Heeresgruppe Afrika, Gruppo d'Armate Africa) để kiểm soát việc phòng thủ Tunisia trong giai đoạn cuối của Chiến dịch Bắc Phi. Cụm tập đoàn quân Châu Phi bao gồm Tập đoàn quân thiết giáp số 5 của Đức (5. Panzerarmee) và Tập đoàn quân số 1 của Ý (1ª Armata). Quyền tư lệnh Cụm tập đoàn quân được chuyển từ Rommel sang Hans-Jürgen von Arnim vào tháng 3. Tuy nhiên, chỉ 2 tháng sau, von Arnim đầu hàng quân Anh vào ngày 13 tháng 5 năm 1943, chấm dứt sự hiện diện của phe Trục ở châu Phi.

## Biên chế chủ lực
Trong suốt thời gian tồn tại, đơn vị chủ lực của tập đoàn quân là Afrika Korps. Ngoài ra, nó cũng nắm quyền chỉ huy một số đơn vị khác của Đức và Ý. Không phải tất cả các đơn vị Đức ở Châu Phi đều trực thuộc Afrika Korps, một số là lực lượng dự bị cho tập đoàn quân thiết giáp và một số đôi khi được phối thuộc cho các đơn vị quân Ý ở Bắc Phi.

### Cụm thiết giáp Châu Phi
- Tháng 9 năm 1941:
  - Afrika Korps
  - Quân đoàn X
  - Quân đoàn XX
  - Sư đoàn bộ binh 55 "Savona"

### Tập đoàn quân thiết giáp Châu Phi
- Tháng 1 năm 1942
  - Afrika Korps
  - Quân đoàn X
  - Quân đoàn XX
  - Quân đoàn XXI
  - Sư đoàn khinh quân 90 "Châu Phi" của Đức
  - Sư đoàn bộ binh 55 "Savona" của Ý
- Tháng 4 năm 1942: (trước và trong các trận chiến Gazala và Cuộc vây hãm Tobruk )
  - Afrika Korps
  - Quân đoàn X
  - Quân đoàn XX
  - Quân đoàn XXI
  - Sư đoàn khinh quân 90 "Châu Phi"
- Tháng 8 năm 1942: (trước Trận chiến Alam el Halfa) 
  - Afrika Korps
  - Quân đoàn X
  - Quân đoàn XX
  - Quân đoàn XXI
  - Sư đoàn thiết giáp 133 "Littorio" của Ý

### Tập đoàn quân thiết giáp Đức-Ý
- Tháng 11 năm 1942: (trong thời gian rút khỏi Sa mạc phía Tây)
  - Afrika Korps
  - Quân đoàn X
  - Quân đoàn XX
  - Quân đoàn XXI
  - Sư đoàn khinh quân 90 "Châu Phi" của Đức
  - Sư đoàn bộ binh 17 "Pavia" của Ý
  - Sư đoàn thiết giáp 136 "Giovani Fascisti" của Ý
- Tháng 2 năm 1943: (bảo vệ miền nam Tunisia)
  - Afrika Korps
  - Quân đoàn XX
  - Quân đoàn XXI
  - Sư đoàn khinh quân 164 của Đức
  - Lữ đoàn dù Ramcke của Đức

### Cụm tập đoàn quân Châu Phi
Tháng 2 năm 1943:
- Tập đoàn quân thiết giáp số 5 của Đức (5. Panzerarmee) (Bắc Tunisia)
  - Sư đoàn Hermann Göring
  - Sư đoàn von Manteuffel
  - Sư đoàn thiết giáp 10
  - Sư đoàn bộ binh 334
  - Sư đoàn khinh quân 999
  - Sư đoàn bộ binh số 1 "Superga" của Ý
- Tập đoàn quân số 1 của Ý (Nam Tunisia)
  - Sư đoàn cơ giới số 16 "Pistoia"
  - Sư đoàn cơ giới số 101 "Trieste"
  - Sư đoàn thiết giáp số 131 "Centauro"
  - Sư đoàn thiết giáp 136 "Giovani Fascisti"
  - Sư đoàn thiết giáp số 15 của Đức
  - Sư đoàn thiết giáp số 21 của Đức
  - Sư đoàn khinh quân 90 của Đức
  - Sư đoàn khinh quân 164 của Đức

## Chỉ huy
| STT | Ảnh | Họ tên                                 | Thời gian sống | Thời gian tại nhiệm                   | Ghi chú            |
| --- | --- | -------------------------------------- | -------------- | ------------------------------------- | ------------------ |
| 1   |     | Đại tướng Erwin Rommel                 | 1891-1944      | tháng 9 năm 1941 - tháng 3 năm 1942   |                    |
| 2   |     | Thượng tướng Thiết giáp Ludwig Crüwell | 1892-1958      | tháng 3 năm 1942                      |                    |
| *   |     | Thống chế Erwin Rommel                 | 1891-1944      | tháng 3 năm 1942 - tháng 9 năm 1942   | Lần 2              |
| 3   |     | Thượng tướng Thiết giáp Georg Stumme   | 1886-1942      | tháng 9 năm 1942 - tháng 10 năm 1942  |                    |
| 4   |     | Trung tướng Wilhelm Ritter von Thoma   | 1891-1948      | tháng 10 năm 1942                     | Quyền tư lệnh      |
| *   |     | Thống chế Erwin Rommel                 | 1891-1944      | tháng 10 năm 1942 - tháng 11 năm 1942 | Lần 3              |
| 5   |     | Thượng tướng Thiết giáp Gustav Fehn    | 1892-1945      | tháng 11 năm 1942 - tháng 12 năm 1942 |                    |
| *   |     | Thống chế Erwin Rommel                 | 1891-1944      | tháng 12 năm 1942 - tháng 2 năm 1943  | Lần 4              |
| 6   |     | Đại tướng Hans-Jürgen von Arnim        | 1889-1962      | tháng 3 năm 1943 - tháng 5 năm 1945   | Đầu hàng quân Anh. |